# Pace di Cremona (1270)
La pace di Cremona si concluse nel 1270 tra la Repubblica di Genova e la Repubblica di Venezia, ponendo fine alla guerra di San Saba . Le due potenze
marittime trovarono l'accordo in seguito alla forte pressione del re Luigi IX di Francia e Papa Clemente IV desiderosi di usare le flotte veneziana e genovese nella prevista Ottava Crociata.
La tregua persistette fino alla guerra del 1293.